# Regionalisierung (Geostatistik)
Unter Regionalisierung versteht man in der Geostatistik die Übertragung von Punktdaten auf die Fläche. Dieser Vorgang spielt natürlich nicht nur in diesem Bereich eine Rolle, der sich schwerpunktmäßig damit befasst. Regionalisierung ist vielmehr überall dort von großer Wichtigkeit, wo Daten punktuell, also stichprobenartig, aufgenommen werden und anschließend flächenhaft dargestellt werden sollen. Klassische Beispiele sind Hydrologie, Meteorologie, Bodenkunde oder auch die Vermessungskunde.

## Verfahren

### Thiessen-Polygone
Eine sehr einfache Möglichkeit der Regionalisierung, die auch leicht per Hand durchzuführen ist, bieten die Thiessen- oder Voronoi-Polygone. Dabei wird über eine Mittelsenkrechten-Konstruktion die Gesamtfläche ohne Lücken in einzelne Polygone eingeteilt. Im Ergebnis liegt jeder Punkt in einem Polygon seinem Referenzpunkt näher, als jedem anderen Punkt. Der Wert des Referenzpunktes eines Polygons wird nun dem gesamten Polygon zugewiesen.
Der Vorteil dieses Verfahrens ist die Möglichkeit sogar Nominaldaten zu regionalisieren. Ein großer Nachteil sind allerdings Sprünge an den Polygon-Kanten.

### Interpolationsverfahren
Interpolationsverfahren berechnen unter Einbeziehung der bekannten Punkte für jeden unbekannten Punkt der Fläche einen Wert. Gehen dabei alle Messpunkte ein, spricht man von einem globalen, gehen hingegen nur Messpunkte einer definierten Umgebung ein, von einem lokalen Verfahren.
Grundlage vieler Interpolationsverfahren sind Netze, wie beispielsweise ein TIN (Triangulated Irregular Network).

#### Inverse Distanzgewichtung
Bei der Inversen Distanzgewichtung (Englisch: Inverse Distance Weighting) bekommt ein unbekannter Punkt ein gewichtetes Mittel benachbarter Punktwerte zugewiesen. Das Gewicht wird dabei in Abhängigkeit vom Abstand berechnet:
{\displaystyle \mathrm {w} ={\frac {1}{\mathrm {d} ^{\mathrm {k} }}}}
wobei w die Wichtung bzw. der Wichtungsfaktor und d die Distanz zwischen dem bekannten und dem unbekannten Punkt ist. Je größer die Potenz k gewählt wird, desto geringer ist der Einfluss weiter entfernter Punkte.

#### Splines
Splines sind Ausgleichskurven die auf der Basis von Polynomen höherer Ordnung berechnet werden. Sie sind relativ leicht berechenbar und liefern sehr glatte Grenzen. Der Nachteil ist, dass Polynome höherer Ordnung unrealistisch hohe oder niedrige Werte liefern können.

#### Kriging
Das wohl beste Interpolationsverfahren ist das Kriging. Hier erfolgt zunächst eine statistische Analyse der Daten (Semivariogrammanalyse), bei der ein möglichst guter Schätzer der Korrelation zwischen Entfernung und Wichtung ermittelt wird. Mit Hilfe dieses Schätzers kann anschließend interpoliert werden.
Kriging liefert im Allgemeinen sehr gute Regionalisierungsergebnisse. Vorteilhaft ist außerdem, die Möglichkeit den Restfehler zu berechnen – man kann also eine Aussage über die Genauigkeit des Ergebnisses machen.

## Programme
- Surfer
- 3DField
- Geoinformationssystem-Software wie z. B. ArcGIS oder GRASS